# S/2003 J 9
S/2003 J 9 és un satèl·lit irregular retrògrad de Júpiter. Va ser descobert per un equip d'astrònoms de la Universitat de Hawaii liderat per Scott S. Sheppard l'any 2003.
S/2003 J 9 té aproximadament 1 quilòmetre de diàmetre, i orbita Júpiter en una distància mitjana de 23.858 Mm en 752,839 dies, amb una inclinació de 165° respecte a l'eclíptica (165° respecte a l'equador de Júpiter), en direcció retrògrada i amb una excentricitat orbital de 0,276.
Pertany al Grup de Carme, compost per satèl·lits irregulars retrògrads que orbiten Saturn en una distància d'entre 23 i 24 Gm i amb una inclinació d'uns 165º.